# Mezquita Kutubía
La mezquita Kutubía, Koutoubia, Kutubiya, Jami‘ al-Kutubiyah o Kutubiyyin (en árabe جامع الكتبية, yamie al kitbieti, ɟʝamje al kidβ̞jeti (AFI)) es una mezquita, un edificio para el culto de la religión islámica, edificado en el siglo XII en la ciudad de Marrakech en Marruecos, representativo del arte almohade. Es la mezquita más grande de Marrakech.
Se sitúa en el suroeste de la Medina de Marrakech  y al  suroeste de la plaza Jamaa el Fna al lado de la avenida Mohamed V. La mezquita está adornada con ventanas curvadas, una banda de taracea cerámica, merlones apuntados y arcos decorativos; tiene una gran plaza con jardines, y está iluminada con focos durante la noche. La Kutubía destaca por su alminar de 66 m de altura (según otras fuentes 77 m), el cual es el edificio más alto de la ciudad. Incluye una aguja y orbes. El minarete es el símbolo y punto de referencia de la ciudad y, sin duda, el monumento más representativo de la misma. Fue terminado en el reinado del califa almohade bereber Yaqub al-Mansur (de 1184 a 1199) y sirvió como modelo para la construcción de la Giralda de Sevilla (España) primero, y de la inacabada Torre Hasan de Rabat (Marruecos) después.
El nombre de la mezquita, que literalmente quiere decir «la de los libreros» (kutub en árabe es «libros») hace referencia a la presencia del zoco de vendedores de libros que se desarrollaba en sus alrededores con más de cien puestos.
El ilustre viajero musulmán Ibn Battuta la describe, en 1352 de la siguiente forma: 

Hay grandiosas mezquitas, como su aljama, la conocida por Kutubiyyin, que tiene un tremendo y colosal alminar, al que subí, mostrándoseme a la vista la totalidad de la población...

## Geografía

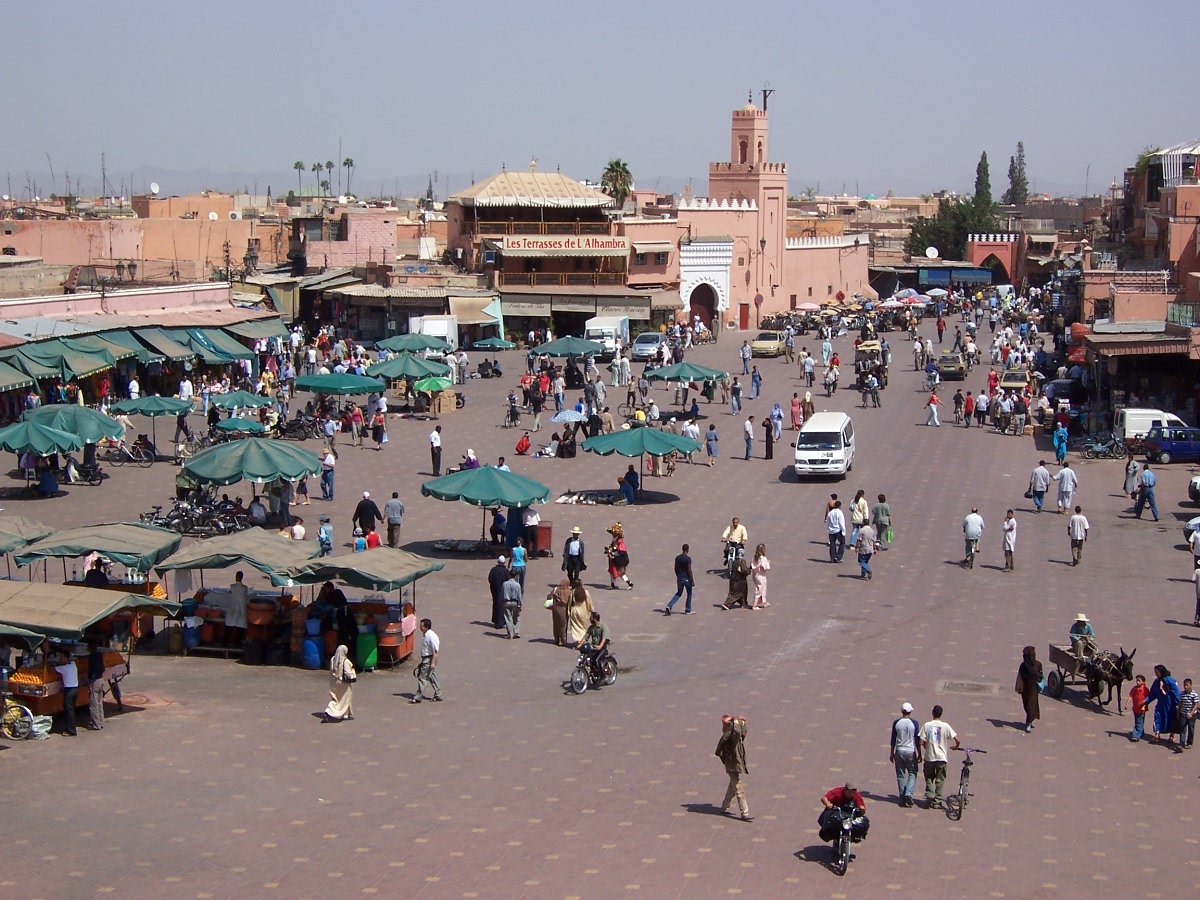
La mezquita Kutubía se encuentra en el zoco de la plaza de Yamaa el Fna.

La mezquita se encuentra a unos 200 m al oeste del zoco de la plaza de Yamaa el Fna, una plaza de mercado destacada que ha existido desde la creación de la ciudad. Se encuentra en la avenida de Mohamed V, frente a la plaza de Foucauld. Durante la ocupación francesa, se desarrolló la red de carreteras con la mezquita como su hito central, en la ville nouvelle. Al oeste y al sur de la mezquita hay un destacado jardín de rosas, y cruzando la avenida Houmman-el-Fetouaki está el pequeño mausoleo de Yusuf ibn Tashfin, el constructor de Marrakech, una simple estructura almenada. En la explanada de la mezquita, que cae hacia Yamaa el Fna, pueden verse las ruinas de la mezquita original. El minarete es un símbolo de Marrakech. Todos los nombres y forma de escribirse la mezquita de Kutubía, incluyendo Jami' al-Kutubiyah, Kotoubia, Kutubiya, y Kutubiyyin, se basan en la palabra árabe koutoubiyyin, que significa «librero». La mezquita Kutubía, o del Librero, refleja el honorable comercio de libros practicado en el zoco vecino. En una época trabajaron en las calles hasta cien libreros en la base de la mezquita.

## Historia

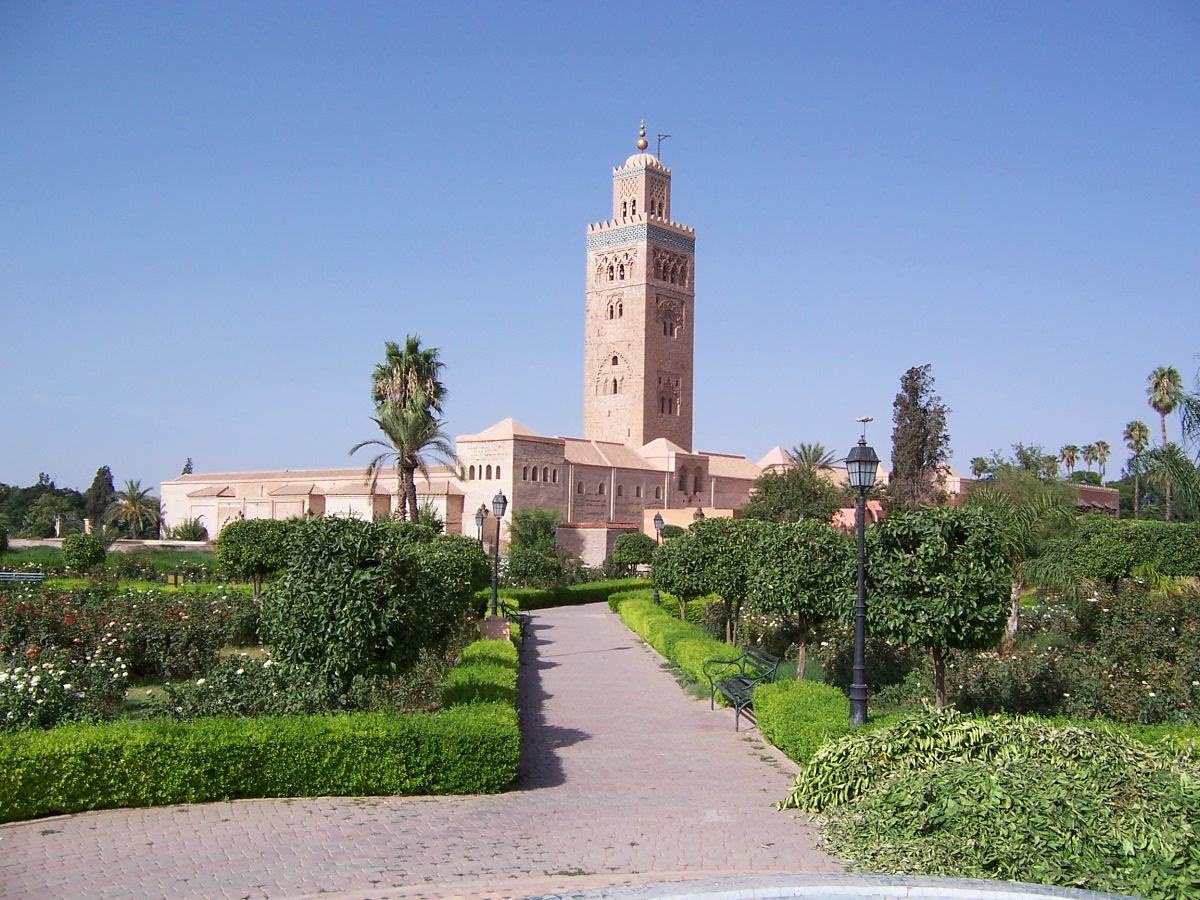
Los jardines que flanquean la mezquita

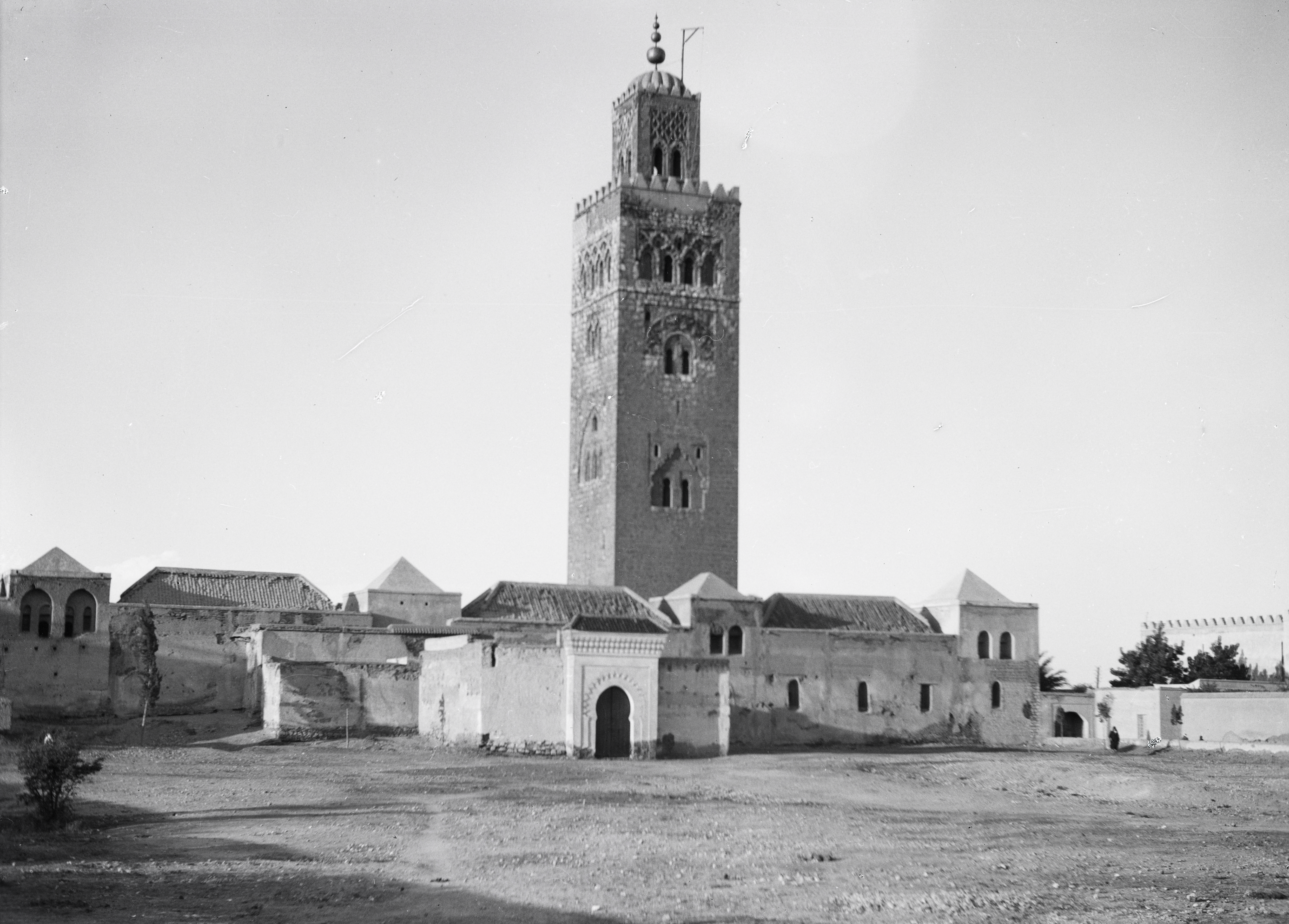
Fotografía de 1930

La ciudad de Marrakech fue capturada por los almohades después de la muerte del líder almorávide Ali ibn Yusuf en 1147. Los almohades no querían que quedase la menor traza de monumentos religiosos construidos por los almorávides, sus enemigos acérrimos, pues los consideraban herejes. Abd al-Mumin, quien ganó el territorio, fue responsable de construir la primera mezquita Kutubía en el terreno del anterior palacio de Ali ibn Yusuf en el barrio suroeste de la medina. Esta primera mezquita fue construida entre 1147 y 1154 y terminada en 1157. Intentaba así recuperar la devastación producida por Ibn Tumart, que se centró en la destrucción de los edificios almorávides. La mezquita inicial fue reconstruida bajo el califa almohade Abu Yúsuf Yaacub al-Mansur, al darse cuenta a mitad de la construcción que el mihrab (hornacina de oración) estaba mal alineado y no se orientaba hacia La Meca, y pasó por muchos cambios hasta el final del siglo XII, cuando los andalusíes derrotaron a la dinastía almohade. El problema de alineamiento era un tema menor, pues los devotos siempre podían ajustar la dirección cuando ofrecían oraciones en la sala, pero se tomó la decisión de construir una nueva mezquita al lado de la primera estructura. La primera mezquita fue terminada mientras que la segunda aún se estaba construyendo. La segunda mezquita fue construida casi idéntica a la primera salvo en la orientación. El plano, los diseños arquitectónicos, las dimensiones y los materiales usados para la construcción eran todos idénticos. La planta y el diseño del alminar siguieron siendo iguales en ambos edificios. Mientras que en la primera mezquita, la orientación del mihrab estaba 5 grados desalineada con respecto a la dirección hacia La Meca, en la segunda mezquita, la orientación tenía 10 grados de error, así que estaba todavía más desalineada con La Meca que la primera mezquita.
Ambas estructuras se construyeron durante el gobierno de Abd al-Mumin (que reinó en 1130–63). La segunda mezquita se empezó después de 1154 y el edificio fue parcialmente terminado para septiembre de 1158, cuando se celebraron los primeros rezos en la mezquita. Se terminó en la década de 1190, aunque las fechas de conclusión varían entre 1162, 1190 y 1199. La primera mezquita con el tiempo se deterioró. Parece claro que la segunda mezquita no se creó como alternativa a la primera, pues las dos compartieron el lugar durante treinta años antes de que la primera quedase arruinada. Se siguió un estilo funcional, más que el ornamentado estilo de la arquitectura omeya. Fuera de la plaza de la mezquita, en una depresión que en el siglo XI contenía restos del tanque de Dar El Hajir (Casa de Piedra), destruido por los almorávides invasores quienes entonces construyeron la mezquita en su lugar, son las ruinas de un antiguo fuerte construido por Yúsuf ibn Tašufín. Los edificios fueron demolidos dentro de la zona del fuerte cerrado para hacer hueco para el desarrollo de la ciudad. La mezquita Kutubía y su minarete constituyen la estructura más antigua y completa del período almohade. La mezquita fue seguida por otras dos estructuras que se construyeron en el mismo estilo, la Torre Hasán en Rabat y la Giralda de Sevilla, en lo que hoy es España. Esta estructura así se convirtió en la precursora de la arquitectura moro-andalusí. No se admite a no musulmanes en el interior de la mezquita; sin embargo, sí que se les permite visitar la mezquita Tin Mal, construida siguiendo el modelo de la Kutubía.

## La mezquita

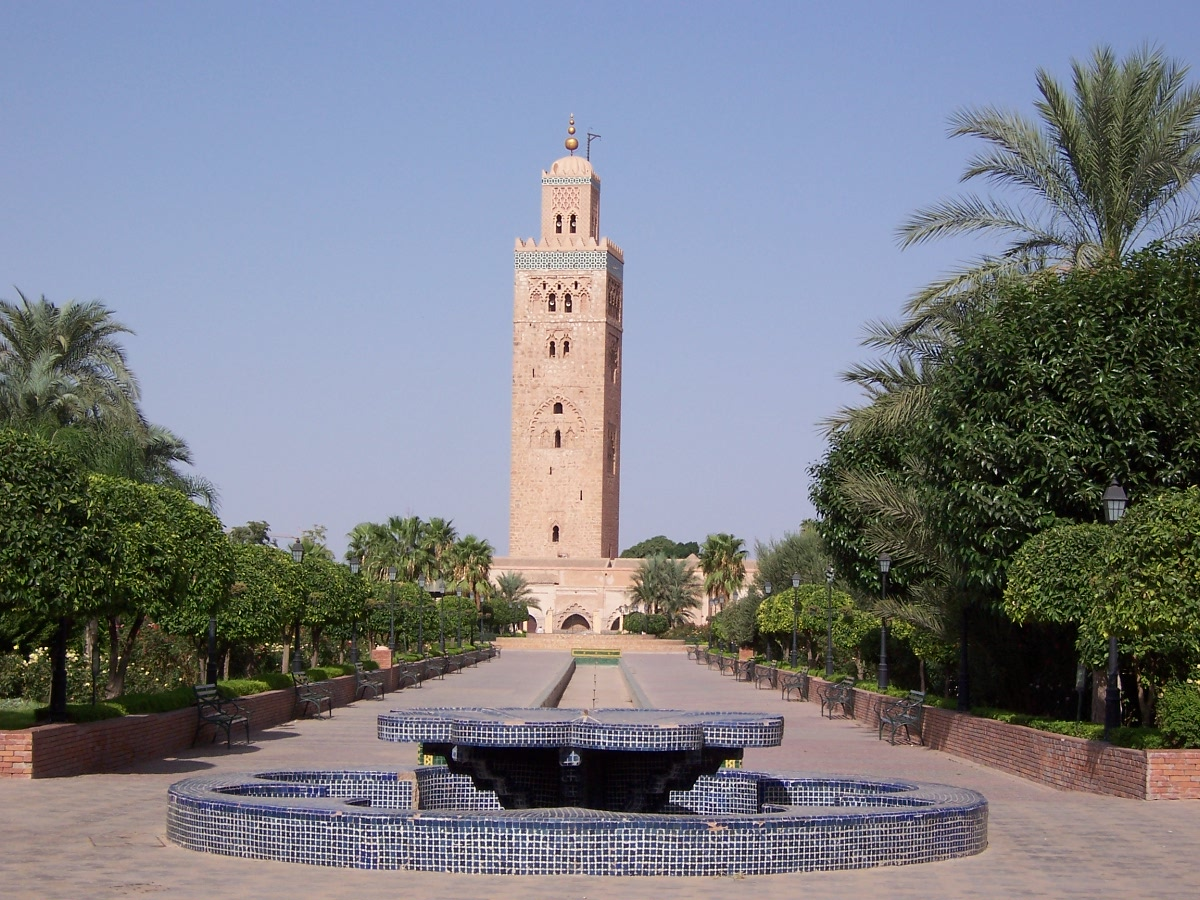
Mezquita de Kutubía.

La mezquita está construida con piedra roja, antiguamente emplastecida, y tiene seis habitaciones en sucesión, una sobre la otra. Fue designada de tal forma que se impedía que cualquiera mirara adentro desde el minarete a los harenes del rey. Incluso en la actualidad, tales restricciones están reforzadas impidiendo el acceso de Google Earth a los marroquíes. Los detalles arquitectónicos de la antigua mezquita y la nueva eran idénticas excepto por la orientación. De ahí que lo que era cierto para una de ellas, lo era para la otra, aunque la primera de ellas ahora esté en ruinas. Está diseñada en un estilo almohade clásico y la torres está adornada con globos de cobre. 

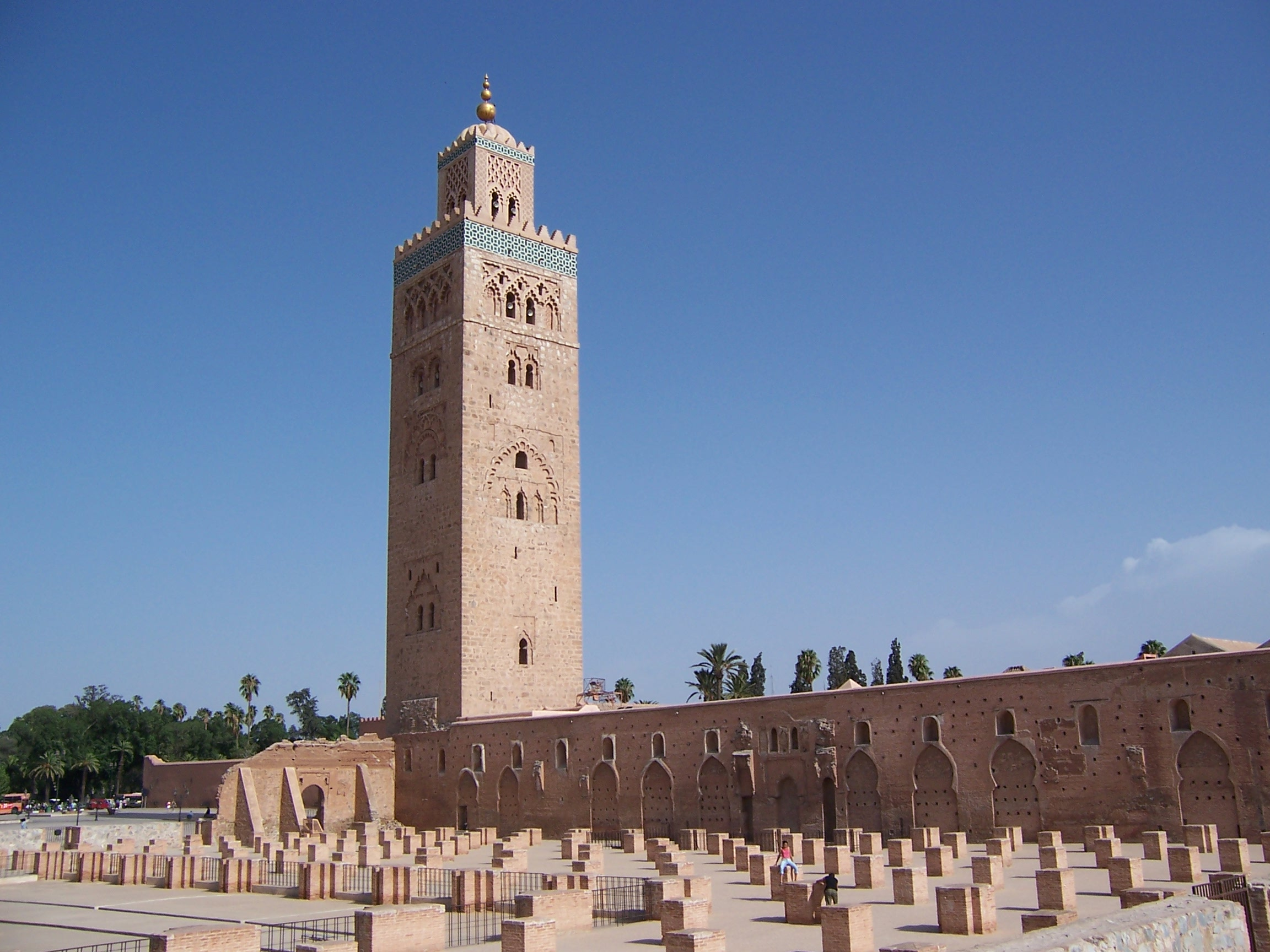
Terrenos de la mezquita Kutubía

### Exterior

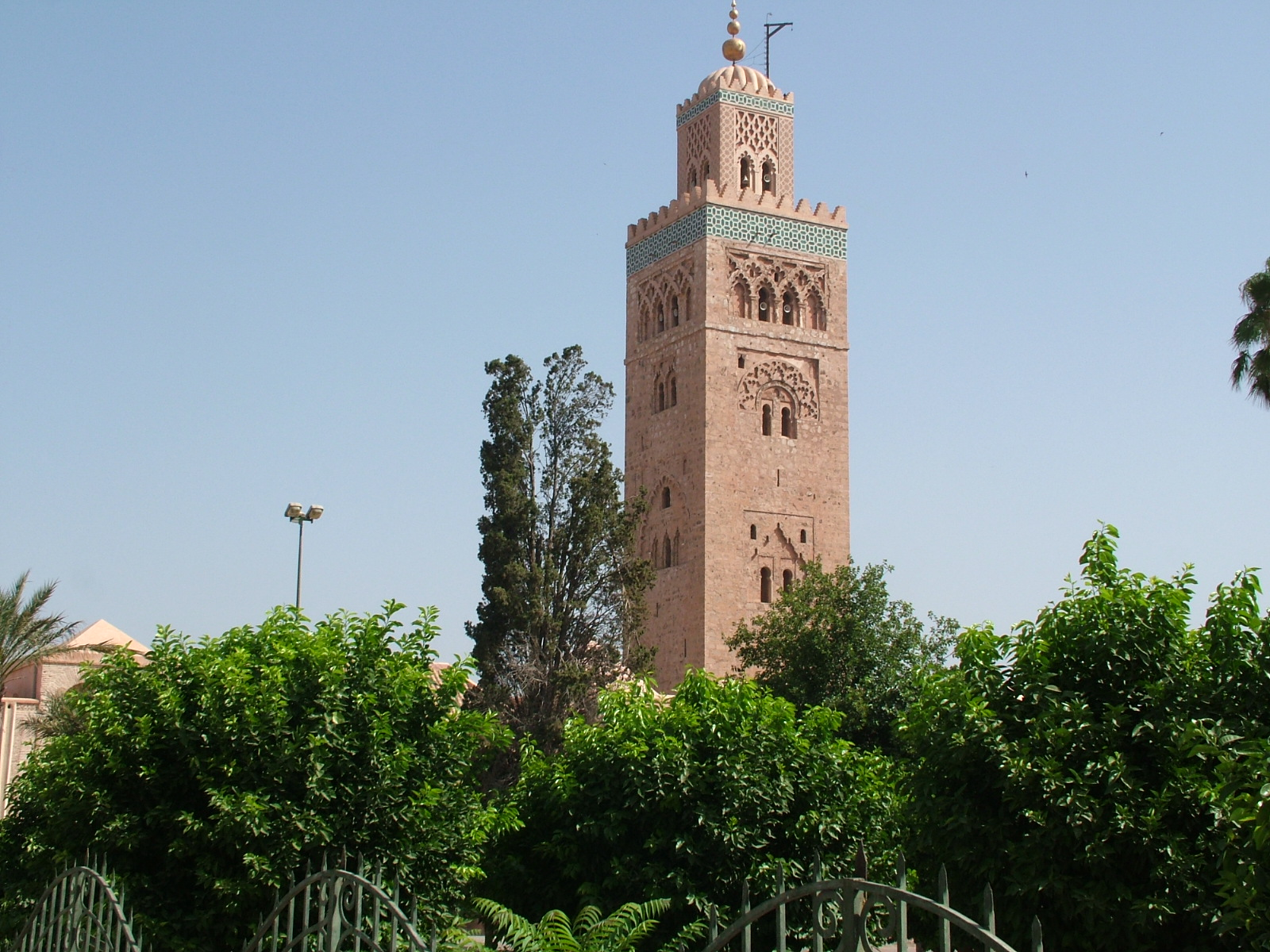
Alminar de la Kutubiya.

El edificio, de ladrillo y arenisca, mide 80 metros de ancho hacia el este y 60 metros al oeste en dirección norte-sur. Hay trabajo de ladrillo en columnas, arcadas, en el medio del muro de la quibla, y en la hornacina del mihrab. Se usó arenisca en los muros externos construidos en dirección sur, este y oeste. El muro de piedra del lado septentrional sostiene el muro de la antigua fortaleza almorávide. Las superficies están animadas por diseños sencillos. Todas las secciones de ventana tienen arcos polilobulados en forma de herradura, colocados dentro de un rectángulo. Se crea una forma de diamante en la parte superior, como resultado de los arcos superpuestos en un diseño de tejido. Franjas de fayenza con ladrillos y de color turquesa se proyectan sobre el muro, en formas decorativas más pequeñas. Se ve también la austera escritura cúfica. El sahn o patio tiene 45 metros de ancho, lo mismo que las nueve naves centrales. Hay una fuente de abluciones en el centro del patio. Hay cuatro entradas a la mezquita de las cuales tres se abren directamente  sobre la sala de oración mientras que una se abre al patio. También hay una entrada al público adicional al sahn desde el muro septentrional, a lo largo del eje central. La elevación del frente da a la calle donde estaban las librerías, de ahí el nombre de «mezquita de los libreros». Hay también otras dos entradas privadas a la mezquita, una para el imán en el lado izquierdo del mihrab y la otra para que el príncipe entre directamente a la maqsura.

### Interior
La sala de oración tiene forma de «T». Es grande, al sur, y limita con el patio en su extremo septentrional. La sala de oración  es hipóstila cuenta con más de cien pilares, con semicolumnas adosadas que sirven de apoyo a arcos de herradura a lo largo de las naves paralelas. La hornacina del mihrab está en el muro de la quibla en la sala de oración a lo largo de la ensanchada nave central, a la cual se accede desde el patio. Hay una ancha nave transversal que se alinea con el muro de la quibla en el extremo meridional de la sala de oraciones. Tres anchas naves centrales se alinean perpendiculares a la sala hacia el norte. Las naves centrales están flanqueadas por otras siete más pequeñas paralelas. En conjunto, hay diecisiete naves paralelas. Las naves longitudinales, de unos 36 metros de largo, son seis veces la anchura de la gran nave transversal. Las extensiones de estas naves son de las cuatro naves más externas a ambos lados de los anejos de la sala de oración y el patio.
El minbar fue diseñado por el ingeniero al-Hajj Ya'ish de Málaga. Está tallada en sándalo y ébano con trabajo de taracea en marfil y plata. Está considerada como «una de las creaciones insuperables del arte islámico». Esta estructura es de forma triangular con el extremo de la hipotenusa dotada de escalones. Tiene tres metros y medio de largo, y noventa centímetros de ancho, y tres metros 90 centímetros de alto. Fue realizado en un taller cordobés en el siglo XI por orden de Ali ibn Yusuf, y está considerada una obra maestra de las artes decorativas andalusíes. En las caras triangulares, hay una banda de seis centímetros de ancho de inscripciones coránicas en escritura cúfica sobre hueso y granadillo negro, con marquetería de madera. Originalmente estuvo en la primera mezquita y más tarde se transfirió a la segunda, donde siguió estando hasta el año 1962, cuando se trasladó al Palacio El Badi.

### El alminar

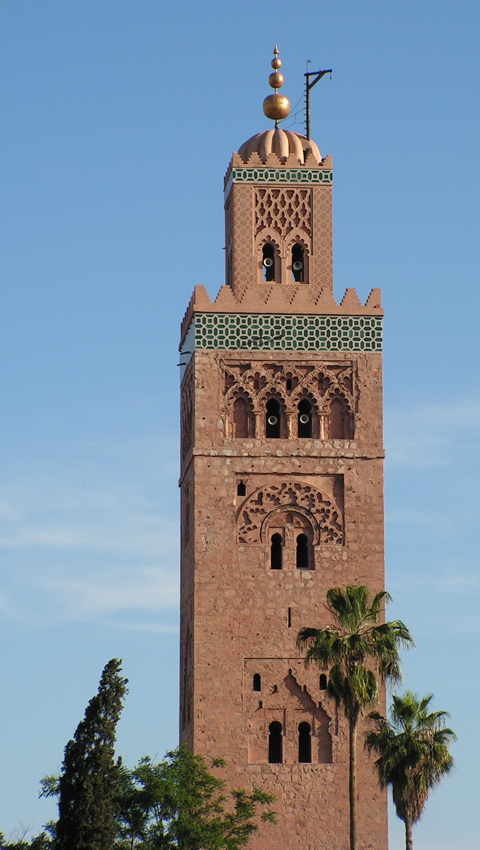
El minarete, que deja pequeñas en comparación, las palmeras, incluyendo una torre secundaria, una cúpula, una aguja de cuatro orbes, y un mástil de bandera

Se comenzó a construir bajo el mandato de Abd Al-Mumin y se acabó en tiempos de Abu Yusuf Yaqub Al-Mansur. El minarete está realizado en estilo almohade y fue construida con piedra arenisca. Fue cubierto originalmente con yeso rosa marraquesí, pero en los años 1990, los expertos prefirieron exponer la piedra original y quitaron el revoco. Alcanza los 77 metros si se incluye la aguja, ella misma de 8 metros de alto. Cada lado de la base cuadrangular mide 12,8 metros. El minarete se ve desde una distancia de 29 kilómetros. Su preeminencia la marca como una estructura significativa de Marrakech, que es mantenida por una ordenanza que prohíbe que se construya ningún edificio rascacielos (por encima de la altura de una palmera) alrededor de ella. El muecín llamando a los fieles para la oración (adhan), lo hace desde los cuatro puntos cardinales desde lo alto del minarete.
Hay seis habitaciones interiores, una sobre la otra. Envolviéndolas hay una rampa que puede ser usada por el muecín para llegar a la galería.
Su diseño incluye una alta aguja angular con una superestructura idéntica pero menor descansando sobre ella, cubierta por una cúpula. Muchos rasgos del minarete también se incluyen en otros edificios religiosos en el país, como una amplia banda de baldosas cerámicas, con una pauta alternante en cada lado, y arcos de piedra angular festoneados al estilo moro. Las tallas decorativas envuelven el ventanaje con arcos.
Por encima de las cuatro quintas partes de su altura, el minarete ha escalonado merlones que cubren el perímetro del eje, en cuyo nivel hay una galería al aire libre a la que se accede por rampas. Cada lado de la torre está diseñado de manera diferente, ya que las aberturas de las ventanas están dispuestas a diferentes alturas, de acuerdo con la rampa ascendente dentro del minarete.
El minarete tiene en lo alto una aguja. Incluye bolas de cobre dorado, de tamaño decreciente hacia lo alto, en el estilo tradicional de Marruecos. Hay múltiples leyendas sobre los orbes. Una de esas leyendas afirma que los globos eran originalmente de oro puro, y que en su momento sólo hubo tres, habiendo sido donada la cuarta por la esposa de Abu Yúsuf Yaacub al-Mansur como penitencia por haber roto el ayuno del Ramadán durante tres horas un día. Hizo que sus joyas de oro se fundieran para formar el cuarto globo. Otra versión de la leyenda es que las bolas se hicieron al principio todas de oro a partir de las joyas de la esposa del sultán saadí Ahmad al-Mansur. Hay un mástil de bandera cerca de las bolas de cobre formando la aguja, que se usa para poner la bandera verde religiosa del profeta, lo que hace el muecín todos los viernes y con ocasiones religiosas. La torre iluminada tiene bellas vistas de noche. 
El exterior de la torre conserva solamente parte de su ornamentación original, habiendo perdido sus pinturas y mosaicos. Únicamente conserva una banda de azulejos verdes en la parte superior.
Hay una réplica del alminar en la mezquita de la ciudad chilena de Coquimbo.